# Heterospathe elegans
Heterospathe elegans là loài thực vật có hoa thuộc họ Arecaceae. Loài này được (Becc.) Becc. mô tả khoa học đầu tiên năm 1907.